# Bengt Nilsson (Radsportler)
Bengt Nilsson (* 23. Oktober 1952, nach anderen Angaben am 14. März 1949) ist ein ehemaliger Radrennfahrer aus Schweden.

## Sportliche Laufbahn
1969 siegte er im Östgötaloppet, einem der ältesten Eintagesrennen in Schweden. 1973 gewann er die Bronzemedaille im Mannschaftszeitfahren bei den Meisterschaften der Nordischen Länder. In seinem Team fuhren auch der spätere Weltmeister Lennart Fagerlund und Curt Söderlund. 1975 gewann er nochmals Bronze im Mannschaftszeitfahren in diesen Meisterschaften zusammen mit u. a. Alf Segersäll.
In der DDR-Rundfahrt 1974 belegte er auf der 7. Etappe: Quer durch den Harz, 134 km, am 6. September 1974 – ebenfalls als Harzrundfahrt gewertet – hinter Wolfgang Gansert und Joachim Vogel den 3. Platz und wurde damit bester ausländischer und schwedischer Fahrer. 1976 wurde er nationaler Meister im Mannschaftszeitfahren gemeinsam mit Kent Glittmark und Tommy Prim und kam bei der 7. Etappe der Slowakei-Rundfahrt auf den 3. Rang.
Bei der Internationalen Friedensfahrt 1977 gehörte er zum Team Schwedens (mit Bengt Nyman, Lennart Fagerlund, Tord Filipsson, Kent Glittmark und John Bäcklund). Er wurde beim Sieg von Aavo Pikkuus 33. des Endklassements. In jener Saison wurde er auch Vize-Meister im Straßenrennen hinter Alf Segersäll und vor Tord Filipsson.